# Kryštofovo Údolí
Kryštofovo Údolí är en ort i Tjeckien. Den ligger i den norra delen av landet, 80 km norr om huvudstaden Prag. Kryštofovo Údolí ligger 375 meter över havet och antalet invånare är 241.
Terrängen runt Kryštofovo Údolí är huvudsakligen kuperad, men åt sydväst är den platt. Runt Kryštofovo Údolí är det ganska glesbefolkat, med 32 invånare per kvadratkilometer. Närmaste större samhälle är Liberec, 8,7 km öster om Kryštofovo Údolí. I omgivningarna runt Kryštofovo Údolí växer i huvudsak blandskog.